# Battle Hymns (The Suicide Machines)
Battle Hymns è un album dei The Suicide Machines pubblicato nel 1998.

## Tracce
1. Someone – 1:34
2. Hating Hate – 1:05
3. Give – 2:19
4. Hope – 1:26
5. Black & White World – 1:52
6. Numbers – 0:53
7. High Society – 1:57
8. Pins And Needles – 0:50
9. Confused – 2:07
10. DDT – 1:05
11. Punck – 0:04
12. Step One – 1:13
13. In The End – 2:05
14. Face Another Day – 1:48
15. What You Say – 1:00
16. Speak No Evil – 1:52
17. Empty Room – 2:12
18. Independence Parade – 1:51
19. Sympathy – 1:48
20. Strike – 1:18
21. Sides – 1:18
22. Jah – 0:06